# 의무사관후보생에 대한 신체검사통지 사건
의무사관후보생에 대한 신체검사통지 사건(2002헌바45)은 구 병역법 제71조 제1항 단서 위헌소원에 대한 대한민국 헌법재판소 판례이다.

## 사실관계
청구인은 의무사관후보생의 병적에 편입되었다가 의사자격을 취득하지 못하였다는 이유로 병적에서 제적되고 병무청으로부터 신체검사를 받을 것을 명하는 처분을 받았다. 청구인은 병무청장을 상대로 처분을 취소하여 달라는 취지의 서울행정법원에 행정소송을 제기하여 1983년의 구 병역법(징병검사의무의 연령상한인 30세를 초과하면 징병검사의무가 면제)를 적용받아 취소판결을 받았다.
하지만 서울고등법원은 "여러 차례 법률개정을 통하여 징병검사의무 등의 명제연령을 36세로 상향조정되었는데, 이 사건 처분 당시까지 아직 36세에 이르지 아니한 청구인에 대하여 이 사건 법률조항에 근거하여 징병검사를 명한 것은 적법하다'고 판결하였다. 이에 청구인은 고등법원의 판결에 불복 상고하면서 이 사건 법률조항에 대하여 소급입법금지원칙 및 신뢰보호원칙에 위배되며, 평등권을 침해한다고 주장하며 위헌심판제청을 신청하였는데, 대법원이 이를 기각하자 이 사건 헌법소원심판을 청구하였다.

## 관련 조문

##### 구 병역법 제71조[입영의무등의 감면]
(1) 징병검사 현역병입영 또는 공익근무요원소집의무는 31세에 면제되며, 면제된 사람은 제2국민역에 편입한다. 다만, 다음 각호의 1에 해당하는 사람은 36세부터 면제된다.
4. 제58조 제3항의 규정에 의한 의무, 법무, 군종사관후보생의 병적에서 제적된 사람

## 주문
구 병역법 (1999. 2. 5. 법률 제5758호로 일부 개정되고, 1999. 12. 28. 법률 제6058호로 개정되기 전의 것) 제71조 제1항 제4호에 관련되는 같은 항 단서 부분은 헌법에 위반되지 아니한다.

## 이유

### 신뢰보호원칙의 위반여부
법적 상태의 존속에 대한 개인의 신뢰는 그가 어느 정도로 법적 상태의 변화를 예측할 수 있는지, 혹은 예측하였어여 하는지 여부에 따라 상이한 강도를 가진다. 국민들은 이러한 영역에 관한 법률이 제반 사정에 따라 언제든지 변경될 수 있다는 것을 충분히 예측할 수 있다.
개인의 신뢰이익에 대한 보호가치는 (1) 법령에 따른 개인의 행위가 국가에 의하여 일정방향으로 유인된 신뢰의 행사인지, (2) 아니면 단지 법률이 부여한 기회를 활용한 것으로서 원칙적으로 사적 위험부담의 범위에 속하는 것인지 여부에 따라 달라진다. 만일 법률에 따른 개인의 행위가 단지 법률이 반사적으로 부여하는 기회의 활용을 넘어서 국가에 의하여 일정 방향으로 유인된 것이라면 특별히 보호가치가 있는 신뢰이익이 인정될 수 있고, 원칙적으로 개인의 신뢰보호가 국가의 법률개정이익에 우선된다고 볼 여지가 있다. 청구인의 징집면제연령에 관한 기대 또는 신뢰는 단지 법률이 부여한 기회를 활용한 것이다.
이 사건에서 개인의 신뢰이익에 대비되는 공익은 적정한 전투력을 구비한 국군의 편성유지라고 하는 중요한 문제에 직접적으로 관련되어 있다. 법률의 개정으로 인하여 달성하려는 공익은 이로 인하여 받을 청구인의 불이익에 비하여 훨씬 더 크므로 헌법상의 신뢰보호원칙에 위배된다고 볼 수 없다.

### 평등원칙위반 여부

##### 자의금지원칙
국방의무를 부담하는 국민들 중에서 구체적인 징집대상자를 선정하는 사항은 우리 한법상 입법자에게 매우 광범위한 입법형성권이 부여된 영역이기 때문에 입법자의 자의성이 있는지 여부만을 심사하면 족하다. 일반적으로 자의금지원칙에 관한 심사요건은 (1) 본질적으로 동일한 것을 다르게 취급하고 있는지의 관련된 차별취급의 존재여부와, (2) 이러한 차별취급이 존재한다면 이를 자의적인 것으로 볼 수 있는지 여부라고 할 수 있다. 한편, (1)의 요건에 관련하여 두 개의 비교집단이 본질적으로 동일한가의 판단은 일반적으로 당해 법규정의 의미와 목적에 달려 있고, (2)의 요건에 관련하여 차별취급의 자의성은 합리적인 이유가 결여된 것을 의미하므로, 차별대우를 정당화하는 객관적이고 합리적인 이유가 존재한다면 차별대우는 자의적인 것이 아니게 된다.

##### 검토
제적사유의 발생시점이라는 우연한 사정에 따라서 징집면제연령기준을 달리 하는 것이다. 개인의 신뢰이익 강도의 차이에 따라서 각 개정 법률의 시행시점 당시 일정한 범위에 있는 이해관계자는 '징집대상'에서 제외시키고 나머지 이해관계자는 '징집대상'에 포함시키는 정책적 판단을 한 것이다. 따라서 이 사건 법률조항이 평등원칙에 위반되지 않는다.

## 참고 문헌
- 정회철,헌법재판소 중요판례 200, 여산 2012.

## 같이 보기
- 소급입법금지
- 병역의무
- 자의금지원칙